# Raión de Kírov (Kaluga)
El raión de Kírov (ruso: Ки́ровский райо́н) es un distrito administrativo y municipal (raión) ruso perteneciente a la óblast de Kaluga. Se ubica en el suroeste de la óblast. Su capital es Kírov.
En 2021, el raión tenía una población de 38 364 habitantes.
Por el oeste del raión pasa el río Bolvá.
Antes de la creación de la actual óblast de Kaluga en 1944, el raión de Kírov formaba parte de la óblast de Smolensk.

## Subdivisiones
Comprende la ciudad de Kírov, que forma un ayuntamiento urbano sin pedanías, y 81 localidades rurales. Estas últimas se agrupan en los siguientes doce asentamientos rurales:
- Pueblo Berezhkí
- Aldea Bolshiye Savki
- Aldea Buda
- Aldea Vérjniaya Pesochnia
- Pueblo Voloye
- Pueblo Voskresensk
- Aldea Výpolzovo
- Aldea Gavrílovka
- Pueblo Dubrovo
- Aldea Málaya Pesochnia
- Aldea Tiagayevo
- Pueblo Fominichi